# Jambu (Merigi Kelindang)
Jambu is een bestuurslaag in het regentschap Bengkulu Tengah van de provincie Bengkulu, Indonesië. Jambu telt 1132 inwoners (volkstelling 2010).